# زمین سنج اروتیکا
زمین سنج اروتیکا (نام علمی: Zythos erotica) نام یک گونه از سرده زمین‌سنج‌های زیتوس است. این گونه در سولاوسی یافت می‌شود.